# Kotvina
Kotvina (německy Kettwa) je vesnice a část obce Okounov v okrese Chomutov v Ústeckém kraji. Nachází se asi tři kilometry východně od Okounova a podél severního okraje vede železniční trať Chomutov–Cheb. Kotvina je také název katastrálního území o rozloze 4,06 km².
Vesnice stojí na severním okraji Doupovských hor v údolí Martinovského potoka, který se u vesnice vlévá do Ohře. Ve třináctém století Kotvinu vlastnil doksanský klášter, ale později se stala součástí panství hradu Egerberk a po jeho zániku patřila ke Klášterci nad Ohří. Hlavním zdrojem obživy jejích obyvatel byl po většinu historie chov dobytka a zpracování dřeva v lesích. Ve dvacátém století se vesnice stala oblíbenou rekreační lokalitou, ale po druhé světové válce ji poznamenalo vysídlení německých obyvatel. Uvolněné domy byly často upraveny na rekreační chalupy a v okolí vsi bylo postaveno také množství rekreačních chat.

## Název
Původní název vesnice mohl znít Chotoviny, ale převedením do němčiny a z ní zpět do češtiny došlo ke změně na používaný tvar. Tvar Chotoviny ale není písemnými prameny doložen a je možné, že název vesnice je odvozen od polabského a polského jména Kotwino. V historických pramenech se jméno vyskytuje ve tvarech: Cothwin (1226), Goduin (1273), Kotwyny (1443), Kotwini (1460), kotwinie (1488), ves Kotwinu (1593), Kotba (1610), Ketba (1626), Ketwa (1640 a 1787) nebo Kettwa (1846).

## Historie
První písemná zmínka o Kotvině pochází z roku 1226. Vesnice tehdy tvořila součást kolonizačního újezdu doksanského kláštera, který měl právo bezplatného plavení dřeva po Ohři. V blíže neznámé době se stala částí panství hradu Egerberk, v jehož příslušenství je výslovně uvedena v roce 1460, kdy Ilburkové hrad prodali rodu Fictumů. Sňatkem s Annou z Fictumu panství získal v roce 1557 Bohuslav Felix Hasištejnský z Lobkovic.

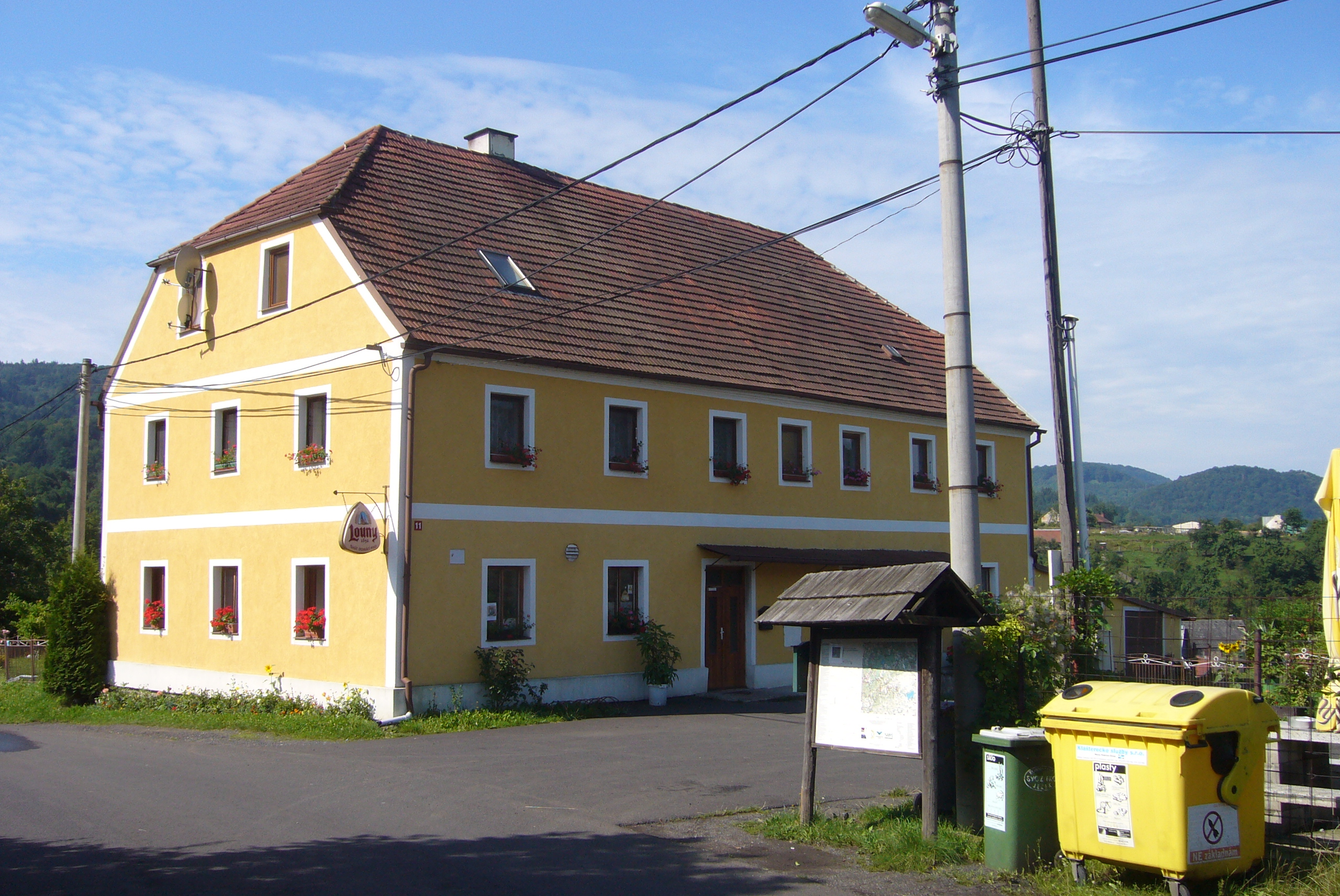
Hospoda

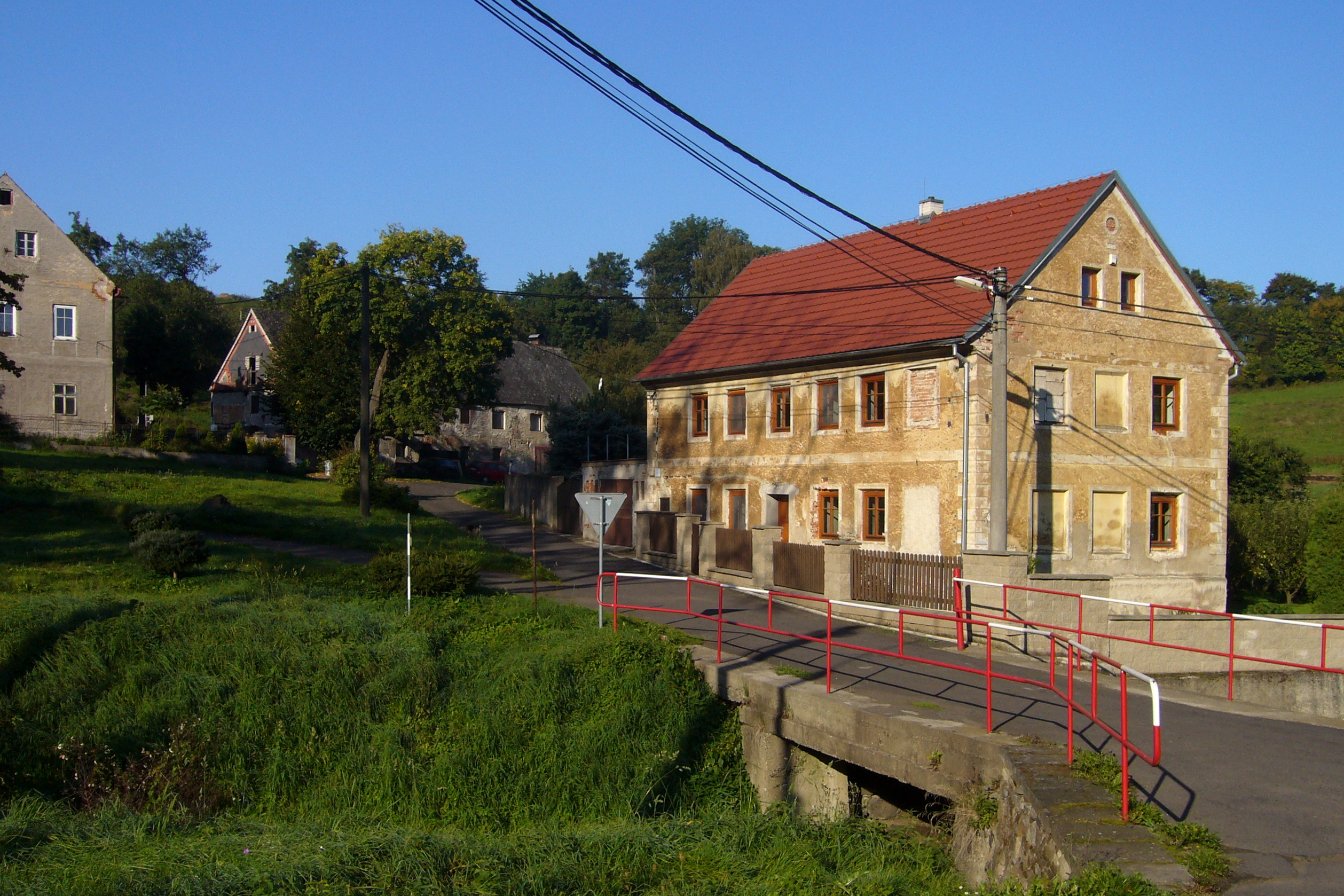
Dům čp. 27

Dalším majitelem se roku 1591 stal Linhart starší Štampach ze Štampachu, jehož syn Matyáš mladší ze Štampachu se zúčastnil stavovského povstání, za což mu byl zkonfiskován majetek. Vesnici potom koupil svobodný pán Kryštof Šimon Thun a připojil ji ke kláštereckému panství. Podle berní ruly z roku 1654 v Kotvině žilo dvanáct chalupníků a osm rodin bez pozemků. Chalupníci vlastnili celkem 24 krav, 27 jalovic, osm prasat, čtyři kozy a jeden z nich se živil také jako kolář. Bezzemkům, z nichž jeden byl ševcem, patřilo dohromady osm krav, dvě jalovice a osm prasat. Vzhledem k neúrodným polím byly hlavními zdroji obživy chov dobytka a zpracování dřeva.
Mezi lety 1787 a 1846 se počet domů v Kotvině zvýšil z 39 na 45. Roku 1846 v nich bydlelo 215 lidí. Ve vsi byla hospoda, mlýn, přívoz a škola, do které docházely také děti z Oslovic. Na počátku dvacátého století byla do vesnice z Oslovic zavedena elektřina. Před druhou světovou válkou se Kotvina stala oblíbeným letoviskem, které lákalo turisty romantickou krajinou se zříceninami hradů, koupáním v Ohři a čistým vzduchem. Turisté se mohli ubytovat v soukromí nebo ve dvou hostincích.
Rekreační charakter vesnici zůstal i po druhé světové válce. Brzy po ní byla vysídlena německá většina obyvatel. Na jejich místo se sice přistěhovali noví obyvatelé, ale část z nich zase brzy odešla jinam. V roce 1956 bylo založeno jednotné zemědělské družstvo, které se o šest let později sloučilo s družstvem v Okounově. Koncem devadesátých let dvacátého století sloužila řada domů jako rekreační chalupy a kromě nich zde stálo přes dvacet rekreačních chat. Ve stejné době v Kotvině fungovala restaurace, obchod a připravovaly se pozemky pro výstavbu nových rodinných domů.

## Obyvatelstvo
Při sčítání lidu v roce 1921 zde žilo 295 obyvatel (z toho 138 mužů), kteří byli kromě jednoho cizince německé národnosti a s výjimkou jednoho evangelíka patřili k římskokatolické církvi. Podle sčítání lidu z roku 1930 měla vesnice 275 obyvatel: čtyři Čechoslováky, 268 Němců a tři cizince. Až na jednoho evangelíka se všichni hlásili k římskokatolické církvi.
|                                                                       | 1869 | 1880 | 1890 | 1900 | 1910 | 1921 | 1930 | 1950 | 1961 | 1970 | 1980 | 1991 | 2001 | 2011 | 2021 |
| --------------------------------------------------------------------- | ---- | ---- | ---- | ---- | ---- | ---- | ---- | ---- | ---- | ---- | ---- | ---- | ---- | ---- | ---- |
| Obyvatelé                                                             | 323  | 299  | 297  | 288  | 277  | 295  | 275  | 130  | 152  | 141  | 114  | 69   | 88   | 106  | 146  |
| Domy                                                                  | 47   | 51   | 51   | 53   | 53   | 54   | 55   | 40   | —    | 33   | 35   | 41   | 41   | 48   | 51   |
| Počet domů z roku 1961 je zahrnut v celkovém počtu domů obce Okounov. |      |      |      |      |      |      |      |      |      |      |      |      |      |      |      |

## Obecní správa
Po zrušení patrimoniální správy se Kotvina v roce 1850 stala samostatnou obcí. V letech 1869–1876 bývala osadou Klášterce nad Ohří, ale poté znovu obcí v okrese Kadaň. V roce 1960 se stala částí obce Okounov, se kterou připadla při územní reorganizaci do okresu Chomutov.